# Volkswagen Gol
La Volkswagen Gol è una vettura compatta prodotta dalla Volkswagen.

## Prima serie G1
La Volkswagen Gol G1 è stata prodotta dal 1980 per sostituire la Volkswagen Brasilia nel mercato sudamericano. La vettura, venduta inizialmente solo come hatchback a 3 porte, si basava sul pianale BX e montava un motore a quattro cilindri raffreddato ad aria da 1.3 litri. In seguito la Gol G1 divenne disponibile anche con carrozzeria a 5 porte, berlina 2 o 4 porte (denominata Voyage), station wagon 3 porte (denominata Parati) e pick-up 2 porte (denominata Saveiro). Per quanto riguarda la gamma dei motori, furono poi disponibili dei propulsori da 1.5, 1.6 e 1.8 litri.
Durante la sua carriera subì inoltre due restyling nel 1987 e nel 1991, per poi essere tolta di produzione nel 1994, quando venne sostituita dalla nuova generazione G2.
La Volkswagen Gol venne venduta anche in altri mercati oltre a quella sudamericano: ad esempio, in America del Nord, in versione berlina e station wagon, sotto il nome di Volkswagen Fox (da non confondere con la superutilitaria del 2003).

### Versioni sportive

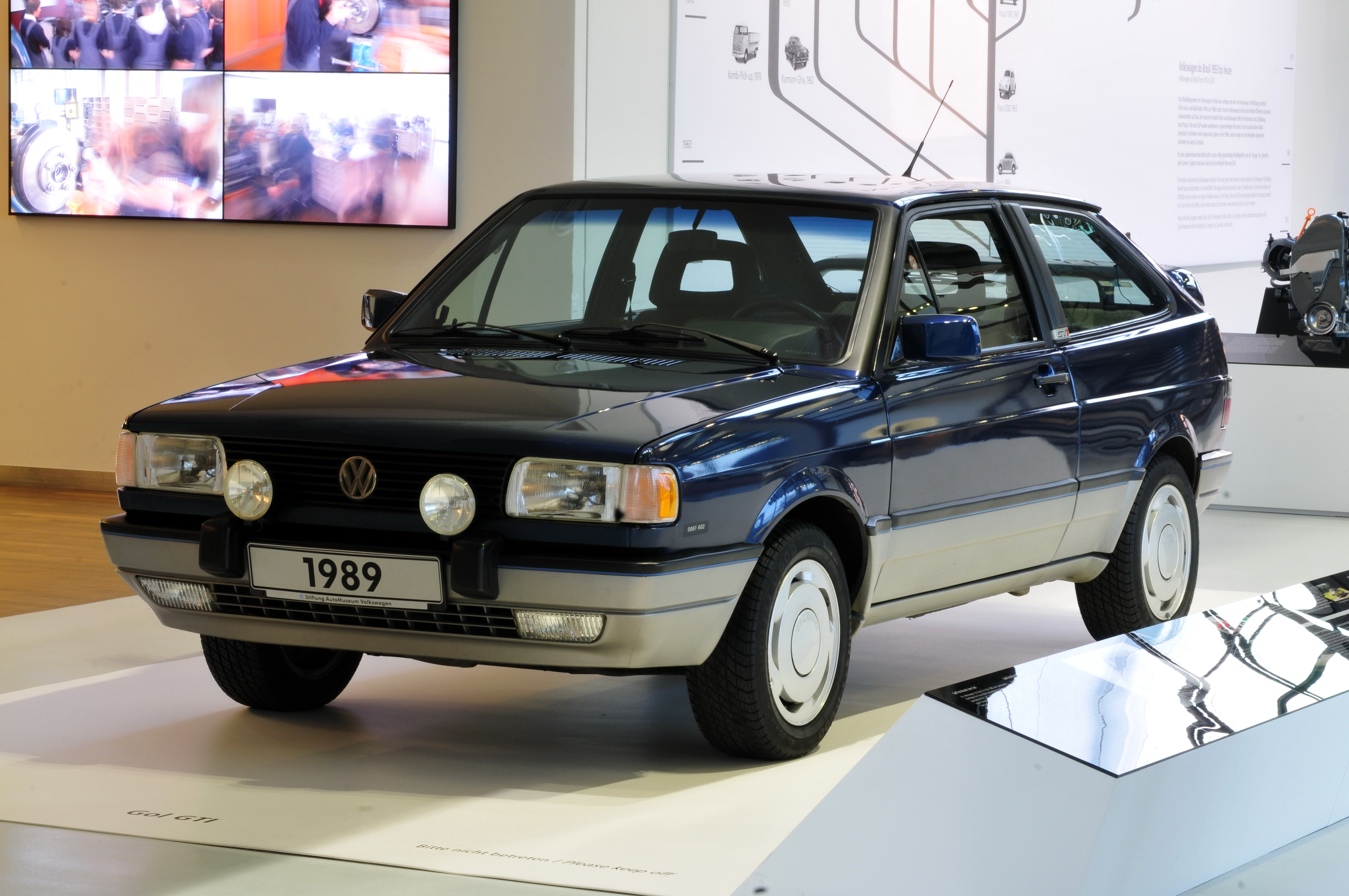
La versione GTI

Nel 1984 venne introdotta la Gol GT, che aveva il motore da 1.8 litri ed era dotata di un cambio manuale a 4 marce, in seguito diventate 5. Venne prodotta fino al 1986.
Un anno dopo iniziò la produzione della Gol GTS, che, oltre al restyling del 1987, venne dotata di accessori non presenti sulla precedente GT, come lo spoiler posteriore e le minigonne laterali. Il motore, sempre da 1.8 litri, produceva una potenza massima di 94 CV. Questa versione ebbe un buon successo e venne venduta fino al 1994.
Nel 1989 venne introdotta una versione ancora più potente della GTS, la Gol GTI. Questa, dotata di un nuovo motore da 2 litri in grado di produrre 111 CV e in grado di raggiungere una velocità massima di 185 km/h, fu la prima vettura brasiliana dotata di iniezione elettronica. Anch'essa venne prodotta fino al 1994.

### Motorizzazioni
| Volkswagen Gol (1980-1994) |            |
| Modello                    | Cilindrata |
| Volkswagen Gol 1.3         | 1.300 cm³  |
| Volkswagen Gol 1.5         | 1.500 cm³  |
| Volkswagen Gol 1.6         | 1.600 cm³  |
| Volkswagen Gol 1.8         | 1.800 cm³  |
| Volkswagen Gol GTI         | 2.000 cm³  |

## Seconda serie G2
La seconda serie è stata prodotta dal 1994 al 2009. La linea non convinse tutti, e fu soprannominata Gol Bolinha (Gol pallina). La seconda serie di Gol era prodotta in modo piuttosto scadente, con plastiche di scarsa qualità e con il sedile non bene allineato ai pedali. In più la versione station wagon, chiamata Parati, era disponibile solo come tre porte, per questo fu poco venduta e la FIAT prese il primo posto nel mercato sudamericano, fin quando, nel 1998, la Volkswagen presentò anche la versione a cinque porte. Non venne però più commercializata la versione berlina. 
La Gol era disponibile con un 1.0, prima costruito dalla Ford grazie alla collaborazione Autolatina, poi la Volkswagen ne progettò uno suo, chiamato AT-1000, un 1.6, un 1.8 ed il più potente 2.0, non disponibile però in Brasile. 

### Restyling G3

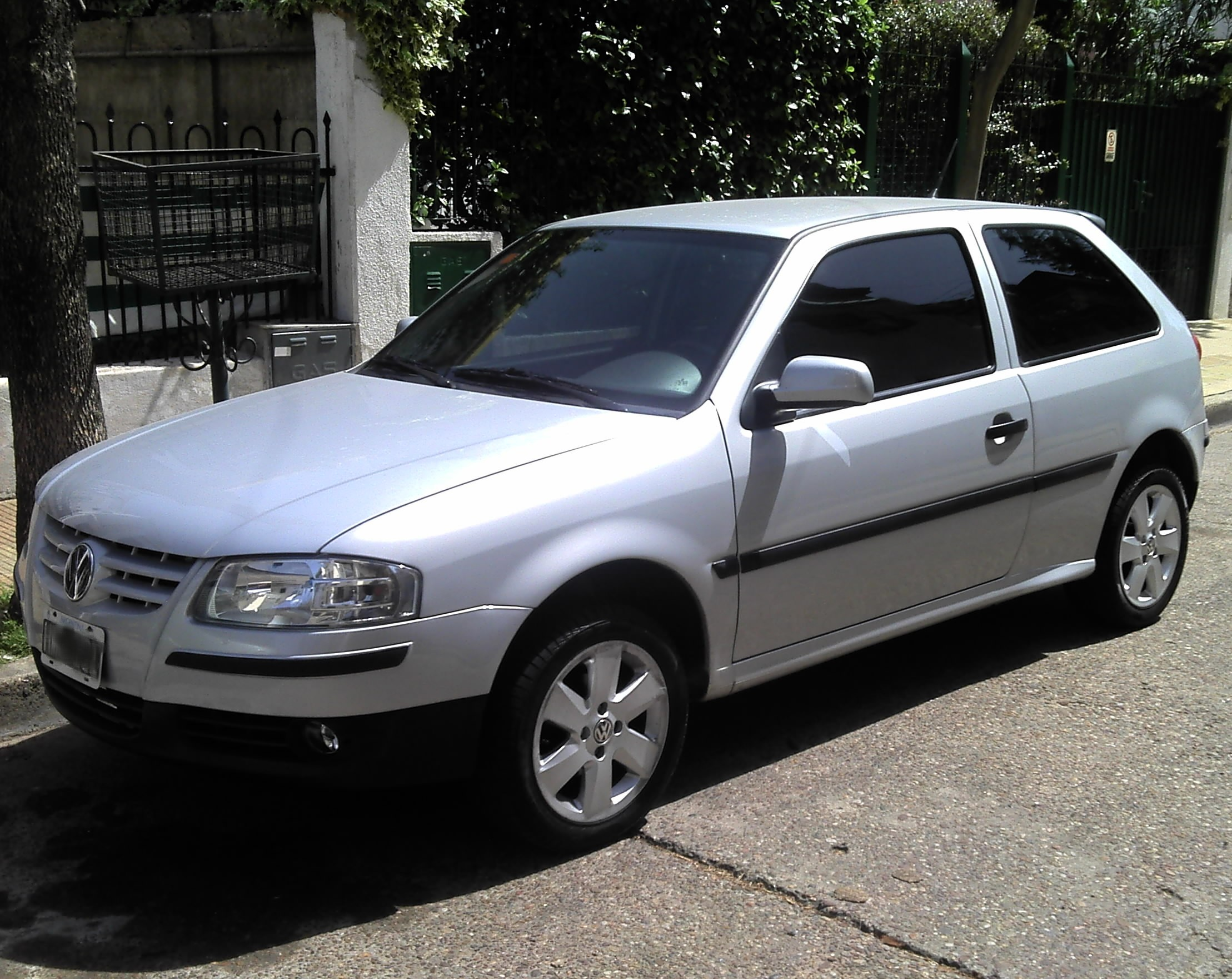
Una Volkswagen Gol G4

La seconda generazione di Gol è stata ristilizzata la prima volta nel 1999, con il restyling G3, che la rendeva più simile alla Volkswagen Jetta. Il G3 portò anche alcune modifiche strutturali, come l'aggiunta di Airbag e ABS. La produzione di tutte le auto G2 terminò, tranne quella della versione 1.0, che fu denominata Gol Special, ed era veramente economica. A causa della crisi del Mercosur, nel 2002 la gamma fu ridotta. Il 2.0 fu eliminato ed il 1.8 rimase solo in alcuni mercati, mentre il 1.0 della G3 fu reso disponibile anche come 16V turbocompresso.

### Restyling G4
Nel 2005 la Gol fu ristilizzata, e divenne più simile alla Volkswagen Fox, ricevendo una griglia a V. Questo aggiornamento, però, introdusse nuovamente plastiche scadenti.

## Terza serie G5
La terza generazione della Gol fu presentata nel 2008, e per sottolinearne la differenza rispetto alla precedente fu commercializzata come "Novo Gol". Non era più basata sulla obsoleta piattaforma BX, bensì sulla PQ24, come la Fox e la Polo
. È la prima Gol ad avere un cambio automatico. È venduta come compatta, berlina e pick-up. I motori disponibili sono un 1.0 ed un 1.6 flex. È stata applicata inoltre la Volkswagen High Torque, che permetteva di produrre più coppia ai bassi regimi. La versione berlina quattro porte, denominata Voyage, è basata sullo stesso pianale ed aveva gli stessi motori. La versione Pick-up è denominata Saveiro ed è disponibile con cabina standard o estesa. L'unico motore disponibile è un 1.6 VHT, diverso rispetto al MSI della Gol e della Voyage. 

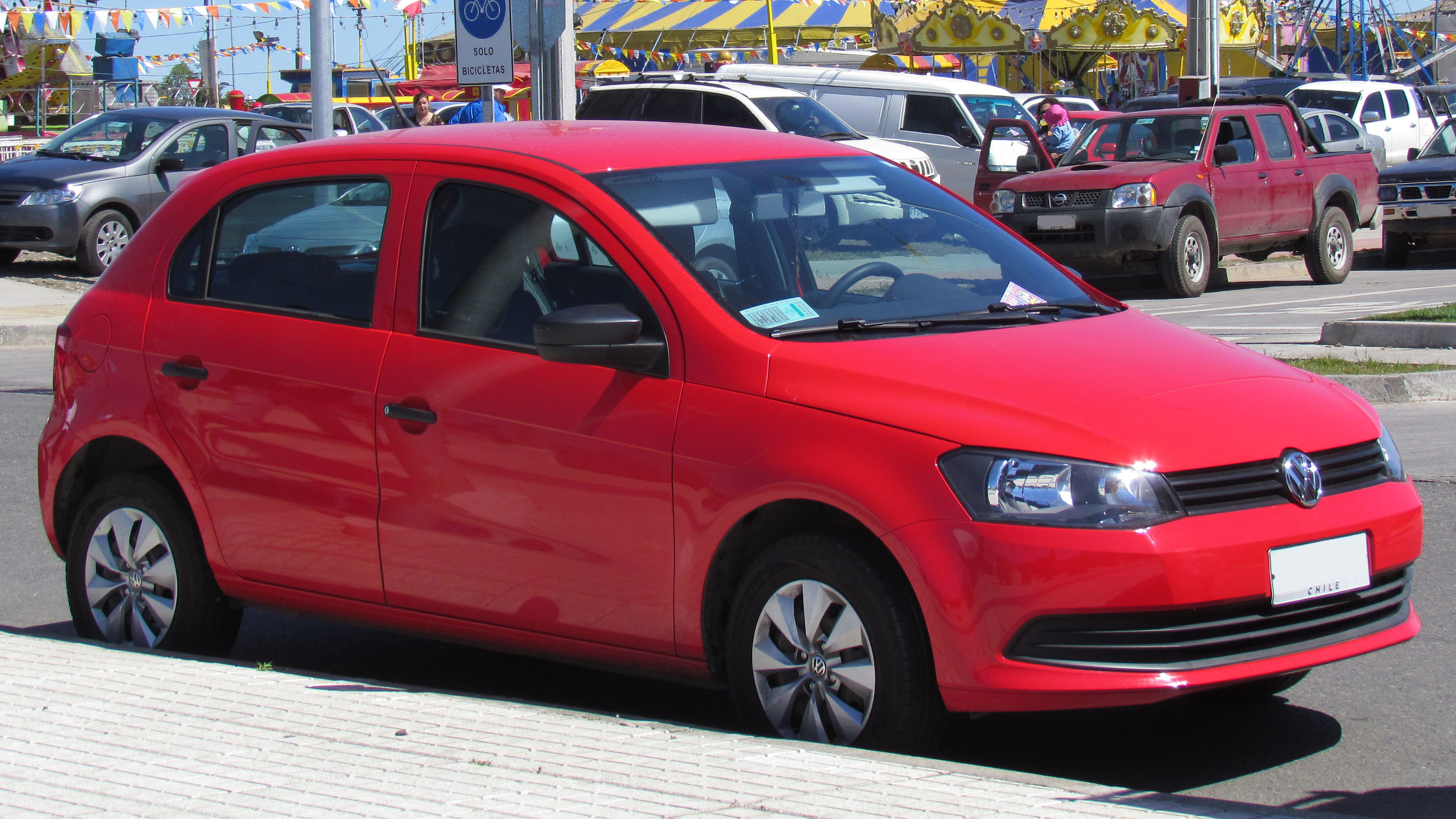
Una Volkswagen Gol G6

### Restyling G6
La Gol G5 è stata aggiornata per essere simile agli altri modelli della Casa. La Gol G6 ora ha sospensioni anteriori e posteriori MacPherson, un sistema di allarme acustico e visivo, piantone dello sterzo collassabile, immobilizer, sistema ABS e doppio airbag. All'interno è dotata di aria condizionata, tergicristalli regolabili, AM/FM con lettore CD, MP3, SD Card, USB, iPod e Bluetooth. La Gol G6 è stata lievemente aggiornata anche nel 2016, che ha introdotto un 1.0L della Volkswagen up!, mentre la versione Rallye, basata sulla Crossfox, è stata abbandonata. Il cruscotto ora ha nuove funzionalità multimediali, come Android, AppleCarPlay e MirrorLink. 

### Sicurezza
La VW Gol è stata valutata dalla Latina NCAP con una stella per gli occupanti adulti e due per i bambini, mentre la sua versione dotata di airbag ha totalizzato tre stelle, anche se si tratta di una versione poco venduta.
Da gennaio 2022 la vendita della Gol è vietata in Argentina facendo seguito all'entrata in vigore della legge che vieta la vendita di veicoli nuovi non dotati di ESP. La Volkswagen è stata molto critica nei confronti della nuova legge per rendere obbligatori questi dispositivi di sicurezza attiva; la Volkswagen ha così dovuto interrompere la commercializzazione del modello in Argentina, nonostante fosse la terza autovettura più venduta sul mercato locale nel 2021.